# فرودگاه ماتاری
فرودگاه ماتاری (به انگلیسی: Matari Airport) یک فرودگاه غیرنظامی با کد یاتا IRP است که یک باند فرود آسفالت دارد و طول باند آن ۲۵۰۰ متر است. این فرودگاه در شهر Isiro کشور جمهوری دموکراتیک کنگو قرار دارد و در ارتفاع ۷۴۳ متری از سطح دریا واقع شده‌است.

## شرکت‌های هواپیمایی و مقصدهای پروازی
| شرکت‌های هواپیمایی              | مقصدهای پروازی                                       |
| ------------------------------ | ---------------------------------------------------- |
| Compagnie Africaine d'Aviation | Beni، کاوومو، بونیا، گوما، کلیمی، بانگوکا، لوبوم‌باشی |